# Народни права
„Народни права“ е български вестник, излизал от 1888 до 1932 година с прекъсвания в София, орган на Либералната партия (радослависти).
Вестникът спира да се издава за пръв път в периода 1891 – 1895, когато е заместен с вестник „Свободно слово“, а по време на второто си прекъсване от 1920 до 1929 година е заменен с „Независимост“. Редактори на вестник „Народни права“ са Васил Радославов, Тодор Иванчов и други. Вестникът е една от първите легални опозиции на правителството на Стефан Стамболов. Вестникът подкрепя външата политика на Стамболов, но критикува провежданата от него вътрешна политика.